# Adrian V. S. Hill
Sr. Adrian Vivian Sinton Hill, (nascido em 9 de outubro de 1958)  é um vacinologista irlandês (com cidadania britânica, bem como sua cidadania irlandesa nativa - dupla cidadania), Diretor do Instituto Jenner e Lakshmi Mittal e Professor de Vacinologia da Família na Universidade de Oxford, um Médico Consultor Honorário em Doenças Infecciosas, e Fellow do Magdalen College, Oxford. Hill é líder no campo do desenvolvimento de vacinas contra a malária e foi colíder da equipe de pesquisa que produziu a vacina Oxford-AstraZeneca COVID-19, junto com a professora Sarah Gilbert do Instituto Jenner e o professor Andrew Pollard do Oxford Vaccine Group.

## Carreira e pesquisa
Durante o seu tempo no Wellcome Trust Center for Human Genetics, o seu grupo de investigação estudou a susceptibilidade genética a infecções como a malária, a tuberculose e o VIH. A partir de 1997 ele desenvolveu vacinas candidatas para a malária que produzem imunidade celular (células T) e eficácia parcial usando vacinas de vetor viral de Adenovírus e vaccinia Ankara modificada (MVA) em um regime de reforço inicial. Desde 2005, ele tem desempenhado um papel de liderança na avaliação pré-clínica e clínica de novos vetores de vacinas adenovirais para chimpanzés, particularmente ChAd63, ChAd3 e ChAdOx1.
O seu grupo de pesquisa desenvolveu inúmeras vacinas candidatas contra a malária que foram testadas em ensaios clínicos no Reino Unido e na África. Em 2021, o seu grupo relatou elevada eficácia de uma nova vacina candidata R21/matriz-M em crianças do Burkina Faso e esta vacina está agora num ensaio de licenciamento de fase III. Em 2014, ele liderou um ensaio clínico de uma vacina contra o Ebola baseada na tecnologia adenoviral de chimpanzé e no vetor MVA em resposta à epidemia do vírus Ebola na África Ocidental. Em 2016, ele cofundou a Vaccitech plc, uma empresa spin-off da Universidade de Oxford que desenvolve vacinas terapêuticas e preventivas baseadas na tecnologia de vetores virais. Em 2017, ele liderou uma candidatura bem-sucedida ao prêmio Innovate UK para co-fundar o Centro de Fabricação e Inovação de Vacinas em Harwell, Oxfordshire, um dos primeiros centros de fabricação de vacinas construídos especificamente para vacinas de resposta a emergências. Em resposta à pandemia de COVID-19 de 2020, ele trabalhou com muitos outros em Oxford para desenvolver e fazer parceria com a vacina SARS-CoV-2 baseada no vetor ChAdOx1, notadamente com a AstraZeneca e o Serum Institute of India, apoiando o acesso em larga escala para pessoas de baixa e média renda.

### Condecorações
- 2022: Ordem de Rio Branco, grau Comendador, Brasil.